# Parallélisation de boucle
Les parallélisations de boucle sont des techniques d'optimisation de boucle mises en œuvre au sein des compilateurs qui ont pour objectif d'obtenir une parallélisation automatique efficace.
En programmation concurrente, les parties de codes qui contiennent des boucles dont le traitement n'est pas explicitement parallélisé par les programmeurs ne sont pas efficaces sur les machines parallèles, notamment en raison de la présence de caches mémoires nécessaires au bon fonctionnement de ce type de machines. Ces optimisations sont d'autant plus pertinentes que d'une manière générale, une partie non négligeable des programmes est constitué de boucles. La proportion de boucles est d'ailleurs encore plus importante dans les algorithmes liés à la résolution de problèmes scientifiques, comme la prévision météorologique. La recherche théorique dans ce domaine est importante.
Plusieurs patrons de conception sont connus, comme celui de Leslie Lamport ou celui de Allen et Kennedy.